# 兴国站
兴国站，位于中华人民共和国江西省赣州市兴国县潋江镇，是京九铁路和兴泉铁路上的火车站，建于1996年，由中国铁路南昌局集团赣州车务段管辖。

## 歷史
- 建于1996年，车站站房面积525平方米[3]。
- 2019年12月8日，為配合兴泉铁路工程，本站站房需要重建，臨時候車室設立於既有站房左側150米處。[4]
- 2021年9月26日，新站房投入使用，面积3,000平米。[3]